# Csellepaduc
A csellepaduc (Chondrostoma phoxinus) a sugarasúszójú halak (Actinopterygii) osztályának pontyalakúak (Cypriniformes) rendjébe, ezen belül a pontyfélék (Cyprinidae) családjába tartozó faj.

## Előfordulása
A csellepaduc erős sodrású patakok és folyók lakója. Megtalálható a dalmáciai Sinjnél és a bosznia-hercegovinai Livnónál.

## Megjelenése
A hal testhossza 10-12 centiméter, legfeljebb 15,5 centiméter. 78-106 darab kicsi pikkelye van az oldalvonala mentén.

## Életmódja
Apró termetű rajhal, amely a kavicsos mederfenék közelében tartózkodik. Tápláléka tegzes-, álkérész- és szúnyoglárvák, vízibogarak, apró puhatestűek és lágy növényi részek.